# Prioniturus
Prioniturus – rodzaj ptaków z podrodziny papug wschodnich (Psittaculinae) w obrębie rodziny papug wschodnich (Psittaculidae).

## Zasięg występowania
Rodzaj obejmuje gatunki występujące na Filipinach i w Indonezji.

## Morfologia
Długość ciała 27–37 cm; masa ciała 86–176 g. Łatwo je odróżnić od innych papug dzięki dwóm wydłużonym piórom na ogonie, z łopatowatym rozszerzeniem na końcu.

## Systematyka

### Etymologia
- Prioniturus: rodzaj Prionites Illiger, 1811 (piłodziób); gr. ουρα oura „ogon”[7].
- Discosurus: epitet gatunkowy Psittacus discosurus Wagler, 1832; gr. δισκος diskos „płyta”; -ουρος -ouros „-ogonowy”, od ουρα oura „ogon”[8]. Gatunek typowy: Psittacus discosurus Wagler, 1832 (= Psittacus discurus Vieillot, 1822).
- Urodiscus: gr. ουρα oura „ogon”; δισκος diskos „płyta”[9]. Gatunek typowy: Psittacus discurus Vieillot, 1822.

### Podział systematyczny
Do rodzaju należą następujące gatunki:
- Prioniturus mada E. Hartert, 1900 – listkogonka fioletowa
- Prioniturus platurus (Vieillot, 1818) – listkogonka złotogrzbieta
- Prioniturus waterstradti Rothschild, 1904 – listkogonka uboga
- Prioniturus montanus Ogilvie-Grant, 1895 – listkogonka niebieskolica
- Prioniturus platenae W. Blasius, 1888 – listkogonka modrogłowa
- Prioniturus mindorensis Steere, 1890 – listkogonka mindorska – takson wyodrębniony ostatnio z P. discurus[11]
- Prioniturus flavicans Cassin, 1853 – listkogonka duża
- Prioniturus verticalis Sharpe, 1893 – listkogonka czerwonoczapkowa
- Prioniturus luconensis Steere, 1890 – listkogonka zielona
- Prioniturus discurus (Vieillot, 1822) – listkogonka niebieskoczapkowa